# Robson Bight
Robson Bight är en bukt i Kanada.   Den ligger i provinsen British Columbia, i den sydvästra delen av landet, 3 800 km väster om huvudstaden Ottawa.
I omgivningarna runt Robson Bight växer i huvudsak barrskog. Trakten runt Robson Bight är nära nog obefolkad, med mindre än två invånare per kvadratkilometer.